# Gorges de la Wutach
 (février 2021).
Le contenu est difficilement compréhensible vu les erreurs de traduction, qui sont peut-être dues à l'utilisation d'un logiciel de traduction automatique.
Les gorges de la Wutach (allemand : Wutachschlucht) sont une vallée étroite et escarpée du Sud de l'Allemagne qui traverse le cours supérieur de la rivière Wutach avec trois sections en forme de gorge, dont la plus basse est également appelée Wutachflühen. La gorge traverse la partie sud de la région de Baar du côté oriental de la Haute Forêt-Noire (en) en direction de l'est jusqu'au Trauf, le flanc escarpé nord-ouest du Jura souabe, qui fait ici la transition avec le Randen (en).
Les gorges de 60 à 170 mètres de profondeur s'étendent sur plus de 33 kilomètres de rivière (hors gorges latérales) et sont remarquables pour de nombreuses raisons. Leur développement géologique, jeune, prototypique et actif se traduit par une grande variété de géotopes et de biotopes qui soutiennent une gamme proportionnellement riche de flore et de faune. Les gorges sont très populaires auprès des touristes et ont joué un rôle important dans l'établissement de la conscience de la conservation de la nature dans le sud-ouest de l'Allemagne. La gorge de Wutach fait partie du Parc naturel de la Forêt-Noire méridionale.

## Cours et caractère
Les ravins partent de la vallée du Gutach (le cours d'eau en amont de la Wutach) en dessous de Neustadt et dans la vallée du Haslach au-dessous de Lenzkirch. Après avoir fusionné pour former la Wutach, ils courent, avec de petits changements de direction, d'abord généralement vers l'est et se terminent au village de Grimmelshofen dans la municipalité de Stühlingen après que la Wutach tourne brusquement vers le sud dans la région de l'ancienne ville minière de Blumberg en rencontrant les pentes raides du Baaralb. À son origine, la gorge est bordée par les plateaux boisés du versant oriental de la Forêt-Noire. Plus loin, sa frontière nord est formée par le Bertholdsbaar avec le centre de population de Löffingen et le village de Rötenbach (en). Au sud se trouve un plateau muschelkalk similaire avec les localités de Bonndorf et Wutach.
Sur une distance en ligne droite d'à peine 20 kilomètres, le Wutach et plusieurs de ses affluents ont découpé une section de profil naturel à travers presque toutes les strates des plateaux d'Allemagne du sud (en), qui s'étendent sur 200 kilomètres supplémentaires au nord, mais font ici successivement surface de façon rapproché. Les couches de roches mésozoïques ont été clairement inclinées ici plus fortement que d'habitude (en moyenne 7 %) par le soulèvement du sud de la Forêt-Noire et ont été successivement découpées ici par le Wutach. Comme le Wutach ne descend "que" sur une pente d'environ 1 % en s'écoulant vers l'est, on rencontre des roches de plus en plus jeunes, chacune se superposant à la précédente, au fur et à mesure de la progression dans la gorge. Cela a créé une séquence continue d'affleurements rocheux du socle (ici principalement du granite) à travers le Trias et allant jusqu'au Jurassique. Comme ces roches produisent chacune leurs propres formes de relief et qu'elles sont très différentes lorsqu'elles sont coupées par l'érosion verticale, ces paysages de gorges sont les plus diversifiés et les plus intéressants d'Europe centrale. Les gorges se transforment souvent de manière progressive en de larges vallées où il est difficile d'imaginer que des ravins escarpés sont si proches.
Non seulement les gorges elles-mêmes forment leurs propres régions naturelles, mais les plateaux qu'elles traversent ont également reçu le statut d'unités régionales naturelles indépendantes. Ainsi, la région centrale de Wutach (Mittlere Wutachgebiet) se situe entre les régions naturelles du Baar au nord et des collines de Klettgau (Klettgauer Hügelland) au sud, qui sont toutes deux similaires en termes de substrat rocheux. La région est également un pont entre les montagnes de la Forêt-Noire et le Jura souabe.

## Système des gorges de la Wutach et de ses affluents

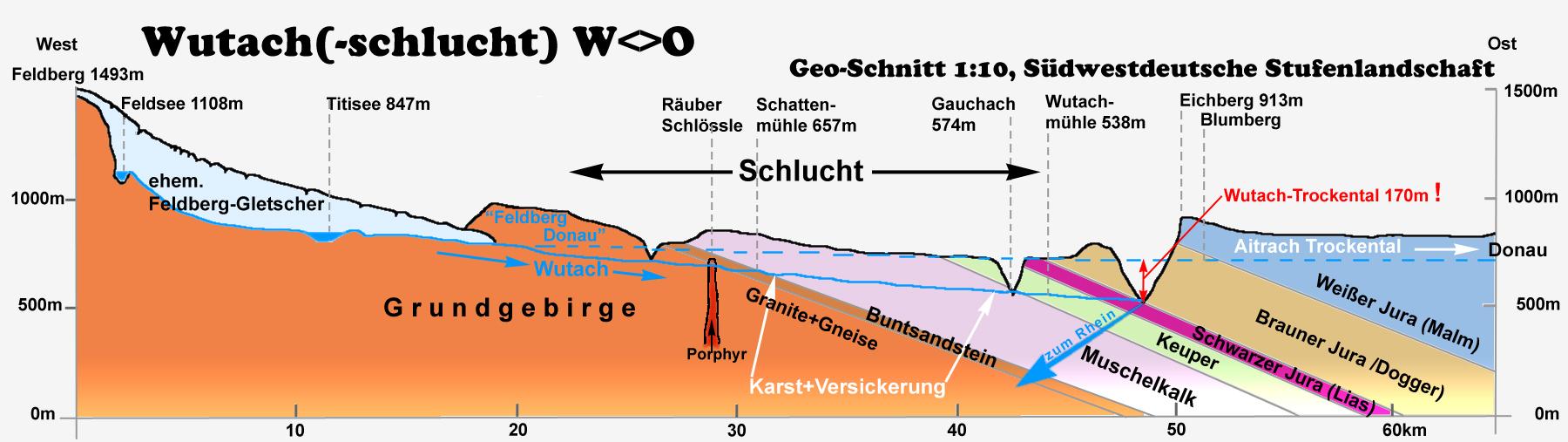
Section des plateaux du sud de l'Allemagne le long de la Wutach.

### Gorge supérieure dans le socle rocheux

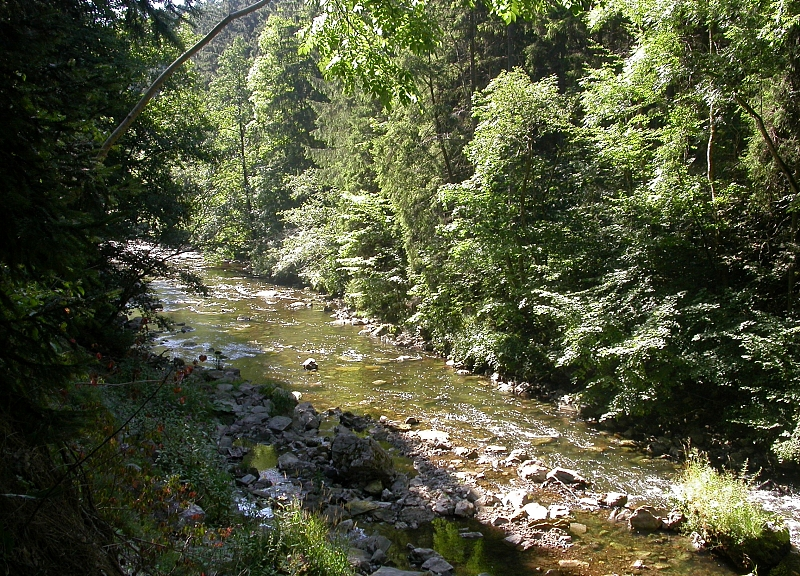
Section sans piste de la gorge supérieure dans la roche du sous-sol

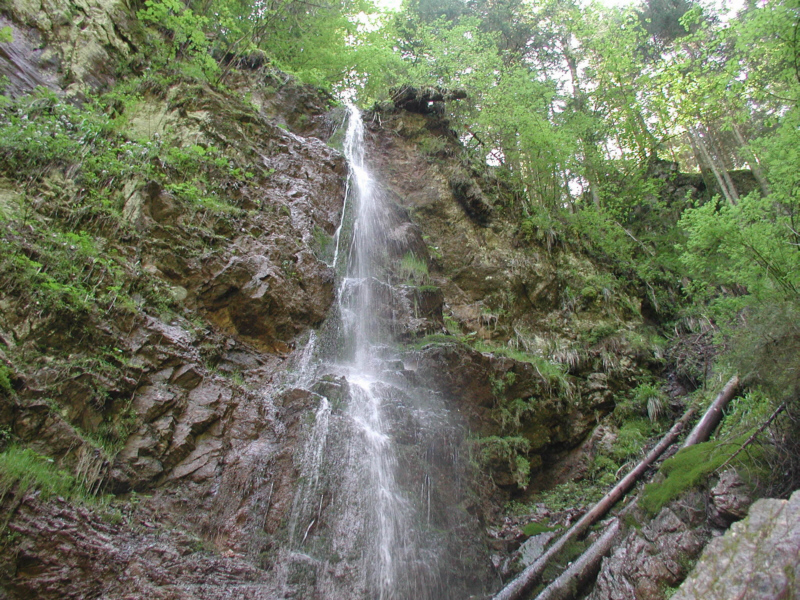
Cascade dans les gorges inférieures de Lotenbach

Le socle rocheux est représenté en orange sur la carte et sous le nom allemand de "Grundgebirge". À la sortie des larges fonds de vallées de la Gutach et de la Haslach de la Forêt-Noire orientale, fortement façonnées par la période glaciaire, les ruisseaux coupent souvent d'étroites gorges lorsque la pente augmente soudainement. Dans le granit qui domine initialement, des ravins sombres et sans traces alternent avec de courtes sections où la vallée s'élargit. Les flancs rocheux de la vallée présentent également une proportion naturellement élevée de conifères. En aval, dans la zone des lits de grès colorés moins résistants, on ne trouve plus le spectaculaire paysage des gorges. Les gorges latérales de cette partie supérieure de la gorge principale sont étroites ; plusieurs d'entre elles seraient impraticables sans l'aménagement de chemins artificiels..
La gorge du cours supérieur principal, la Gutach, commence par une pente sensiblement plus raide juste au-dessus du pont de Gutach (construit en 1900), pont de la voie de chemin de fer du Höllental (en), dont les arches en pierre supportent une portée de 64 mètres, la plus longue d'Allemagne au moment de sa construction. Le point le plus profond de la gorge de Haslach, qui fusionne par la droite, est le Rechenfelsen, un court ravin d'une vingtaine de mètres de profondeur. La gorge du Rötenbach, qui fusionne par la gauche juste après, se termine par une cascade avec deux cascades et une hauteur totale de six mètres. En contrebas des quelques vestiges du château de Stallegg, le cours de la Wutach est apaisé par un petit réservoir d'eau appartenant à la compagnie d'électricité de Stallegg et construit en 1895. Peu de temps après, le ruisseau passe le pont couvert en bois de Stallegg, sur l'ancien chemin entre les domaines de Fürstenberg de chaque côté de la gorge. Au point où elle est rejointe par la gorge de Reichenbach, la rivière se fraye un chemin à travers les chemins escarpés et pierreux (Schrofen (en)) de granit de la gorge sans piste de Stallegg (Stallegger Schlucht). Il se termine aux rochers de Räuberschlössle avec leur château en ruine, le Neu Blumberg (également Neu Blumegg). Les roches se trouvent au nord du Wutach et sont des formations de porphyre de quartz atteignant 80 mètres de haut qui sont également appelées Nägelefels en raison de la présence d'œillets de Grenoble. Près du moulin de Schattenmühle et de la route traversant la gorge du Lotenbach (Lotenbachklamm) se rejoignent sur la droite, une gorge de granite avec quatre cascades pouvant atteindre jusqu'à 8 mètres de haut, ainsi qu'un ruisseau affluent qui plonge de 20 mètres dans la rivière.

### Vallée de Dietfurt et Bad Boll

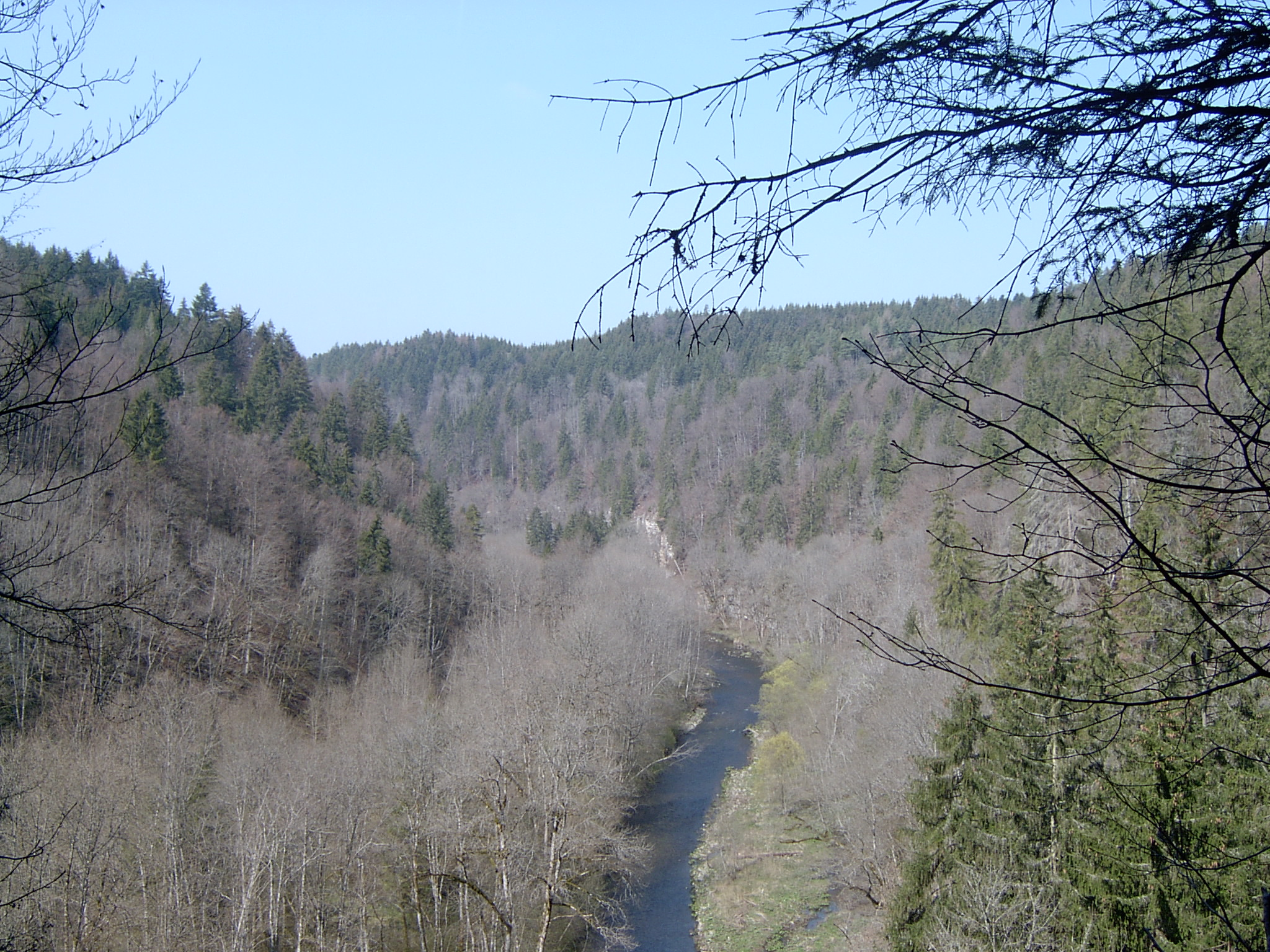
Les gorges de la Wutach près de Reiselfingen. Une large vallée en forme de V

Lorsque la rivière pénètre dans les parties inférieures et moyennes des roches calcaire du trias moyen, le paysage typique de la Forêt-Noire se termine. Les calcaires, fortement déformés et rendus glissants par la lixiviation des gisements de gypse, ont donné naissance à une vallée en forme de V légèrement plus large avec une grande diversité d'habitats et un relief local en constante évolution. Par exemple, de vastes formations de tuf s'élèvent au-dessus du sentier sur les pentes ensoleillées de la Schelmenhalde avec sa large cascade plongeante, tandis que, en face, une formation Muschelkalk appelée Drei Zinnen (« Trois Remparts »), qui était autrefois perforée par des cavités et auojourd'hui effondrée, glisse en aval sur les masses glissantes du Moyen Muschelkalk vers la Wutach. Les communautés forestières de feuillus dominent maintenant, bien que des prairies occasionnelles interrompent la forêt riveraine.
Plus bas dans la vallée, initialement sur les pentes supérieures, des parois rocheuses allongées constituées de couches supérieures de Muschelkalk/roches calcaires sont typiques, en particulier le Rappenfelsen d'environ un kilomètre de long sur la gauche au-dessus du sous-sol qui s'afaisse. C'est là que le Gaisloch, qui s'est effondré pour créer une gorge ouverte, rejoint la vallée principale. En dessous, le plus ancien et très raide passage de gorge conduit au dessus de la rivière par l'ancien moulin de Dietfurt ; il y avait un pont à cet endroit en 1614-1632. Le centre de la vallée était le Badhof historique près de la passerelle Fritz Hockenjos ; une avenue et les vestiges du parc ont survécu... Sur un éperon rocheux situé au-dessus, le château de Burg Neu-Tannegg (de) (construit vers 1200) a dû être abandonné avant 1500, car il s'était partiellement effondré en bas de cette abrupte falaise. Immédiatement en dessous de la cascade de Boller, des cascades de 40 mètres à deux marches se déversent dans la Wutach par la droite. C'est la plus haute chute d'eau des gorges de la Wutach et elle était, à l'époque où Bad Boll était encore une station thermale, éclairée la nuit. Aujourd'hui, il est presque impossible d'y accéder. Au Felsenweiher, un ancien bras mort situé sous une paroi rocheuse de la couche supérieure de calcaire coquillé (Hochmuschelkalk), la cascade de Tannegg (nommée d'après les ruines du vieux château de Tannegg) dévale de 15 mètres sur une étrange formation de tuf. En face se trouve la Münzloch, la plus longue grotte des gorges de la Wutach, qui mesure 84 mètres de long.

### Gorge moyenne dans le Muschelkalk principal

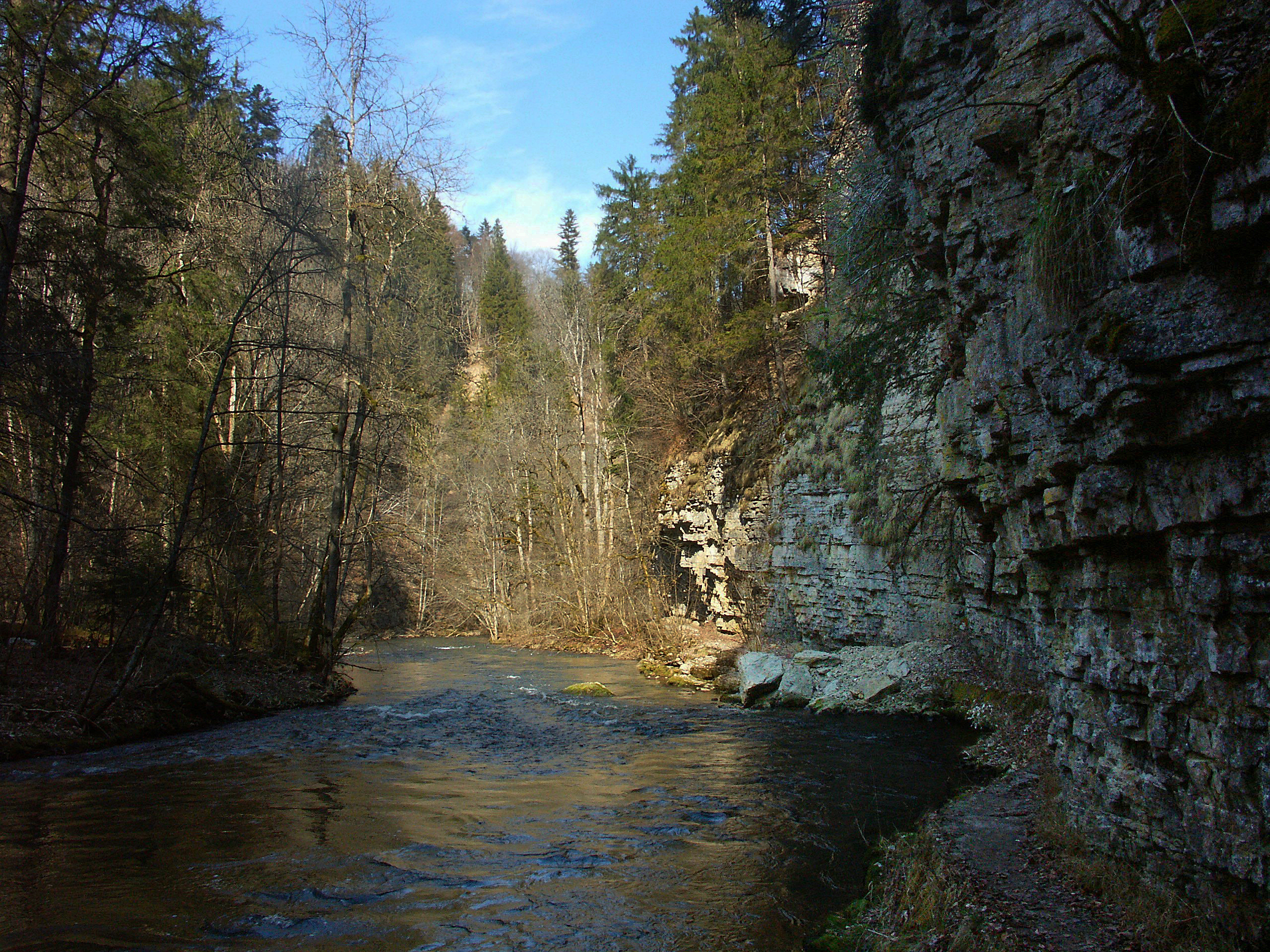
Face rocheuse de calcaire coquillé (lAmselfelsen) dans la gorge centrale

Cette strate est représentée en mauve sur la carte et sous le nom allemand de "Muschelkalk". Plus en aval, dès que les parois rocheuses de Muschelkalk (calcaire coquillé) atteignent le fond de la vallée, la deuxième section de gorge, semblable à un canyon commence. C'était la première partie de la gorge à être aménagée et reste aujourd'hui la partie la plus intéressante de la gorge pour les touristes. Ici, la Wutach oscille d'une paroi rocheuse à une autre sur son large lit de gravier, creusant parfois la roche, qui reste en surplomb et peut atteindre environ 80 mètres de haut.
Le chemin Ludwig Neumann (Ludwig-Neumann-Weg) est l'un des réseaux de sentiers les plus élaborés entretenus par le Schwarzwaldverein (en) et, après que presque tous les ponts du réseau d'origine aient été détruits par les inondations, il est exposé mais protégé par les parois rocheuses. Au tout début il traverse le rocher d'Amselfels, près de 70 mètres de haut, avec une vue sur le Großer Kanzelfels au nord. Certaines parties de sa chaire de droite se sont effondrées en 1983 environ 80 mètres dans la Wutach. Le long refuge rocheux suivant, en partie surplombant, Engländerfels a été nommé en mémoire d'un Anglais qui est mort ici en 1906. Le Forellenfelsen rappelle également la première mode anglaise de voyager en Forêt-Noire pour des «vacances de pêche» dans les gorges de la Wutach. Le point de repos dans la gorge moyenne se trouve à un endroit où la vallée s'élargit et s'appelle la cabane Schurhammer. Dans la section suivante, le Wutach s'enfonce largement dans les crevasses des roches de calcaire coquillé et réémerge après 1,3 kilomètre au pied d'une section en surplomb de la paroi rocheuse. En 1953, le portail en forme de caverne Old Wutach près de l'ancienne passerelle Rümmelesteg s'est effondré, laissant la moitié du pont suspendu ancré au rocher. Les rochers Josefsfelsen avec leur sommet rocheux couronnant et la passerelle Josefssteg commémorent une autre victime d'une chute en 1907. La fin de la gorge moyenne est marquée par le pont couvert canadien (Kanadiersteg), qui a été construit en 1976 par des ingénieurs canadiens. Il va de l'embouchure du Gauchach à l'éperon de haute montagne du côté sud avec son ancien château à éperons, la Hörnle.

### Vallée d'Achdorf dans les roches temps géologiques du Keuper et du Jurassique inférieur
Après que les gorges de Gauchach aient rejoint l'artère principale du nord, la vallée s'élargit à nouveau et est ouverte, accessible et habitée. Au premier pont routier se trouve le Wutachmühle avec sa scierie et son kiosque. Les flancs de vallée presque non développés avec leur relief accidenté, parfois bizarre, laissent supposer les processus de glissement et de reptation presque continus des quelques formations solides restantes de la roche du Keuper. Quatre des neuf villages qui existaient autrefois dans ce Achdorfer-Tal (vallée de l'Achdorf) ont été victimes du sous-sol instable et ont été abandonnés. Trois grands glissements de terrain sont clairement visibles : le glissement d'Eschach (Eschacher Bergsturz) sur le précipice oriental du Scheffheu (1880, 1940 et 1966), le glissement de 1966 à Eichberg avec la chute d'eau qui en a résulté et le glissement de 1976 sur la Wellblechsträßle, fermée à plusieurs reprises, au pied du Buchberg. Les plus grands villages d'Aselfingen et d'Achdorf se trouvent aux embouchures de la vallée d'Aubach (avec sa cascade de Mundelfingen et les ruines de Hardegg) et de la vallée de Krottenbach. À l'est, les reliefs montagneux de l'Eichberg (913,6 mètres) et du Buchberg (879,9 mètres) dominent la vallée ; entre eux, la haute vallée d'Aitrach se termine à 170 mètres au-dessus de la vallée de Wutach, apparemment en suspension, formant la porte de Blumberg (Blumberger Pforte). En dessous de l'ancien château de Blumberg, les chutes de Schleifebach se jettent dans la vallée (4, 9 et 5 mètres de haut)..

### Gorge inférieure (Wutachflühen) dans le Muschelkalk principal

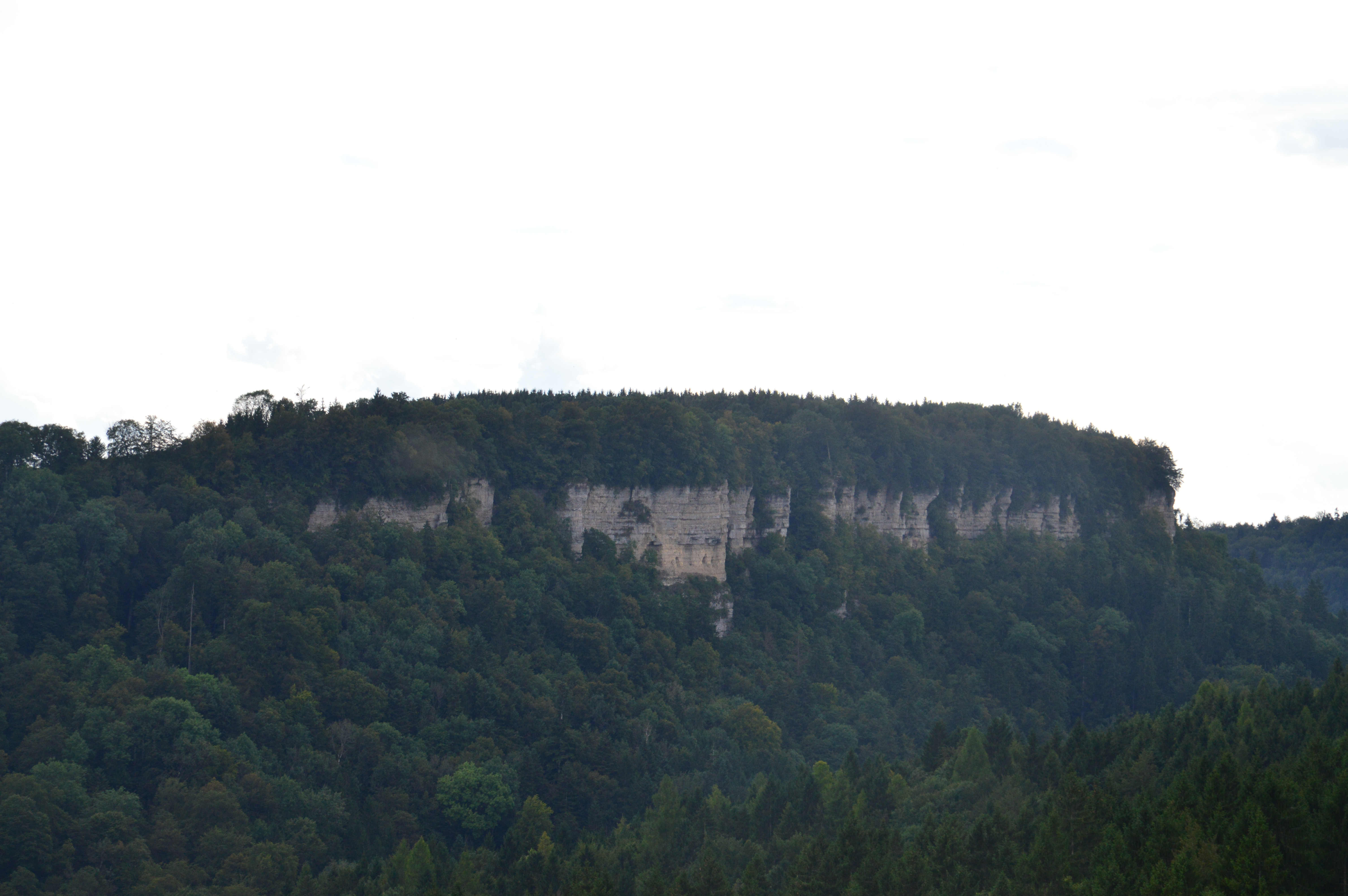
La face gauche de la gorge du Flühen

Après avoir viré brusquement au niveau du "genou de la Wutach" (Wutachknie), la Wutach croise et une importante ligne de faille, au sud de laquelle le Haut Muschelkalk, qui descend profondément, accompagne à nouveau les pentes supérieures de la vallée sous la forme de parois rocheuses. Dans cette troisième gorge, le Flühen (Alemannic : parois rocheuses), les dimensions de la gorge et de ses parois rocheuses atteignent leur plus grande étendue. Ici se trouve le Jura souabe fortement fissuré avec son plus haut précipice, le Walenhalde (350 m). Les Flühen sont cependant moins variés et ne sont devenus une attraction touristique qu'à l'ouverture du chemin de fer de la vallée de Wutach, qui les traverse.
La vallée étroite commence par la petite cascade de Letterngraben sur le côté droit de la vallée et par des cascades dans le Sackpfeiferdobel et Sturzdobel (15 mètres, escarpements de tuf) sur le côté gauche. Le Wutachflühen actuel est une paroi rocheuse de 3 kilomètres de long, jusqu'à 85 mètres de haut sur le côté gauche ; c'est le plus grand affleurement du Haut Muschelkalk en Allemagne. Des pinacles rocheux tels que le Lunzistein (également Brautfluh, d'environ 15 mètres de haut) ou le Mannheimer Felsen se détachent des rochers déchiquetés. En face, sur un plateau rocheux indépendant de 30 mètres de haut, se trouvent les ruines du château de Blumegg. Le pendant du pont de Gutach, au début des gorges inférieures, est le viaduc de la ligne ferroviaire de la vallée de Wutach, qui marque l'extrémité inférieure des gorges de la Wutach.

### Gorges de Gauchach

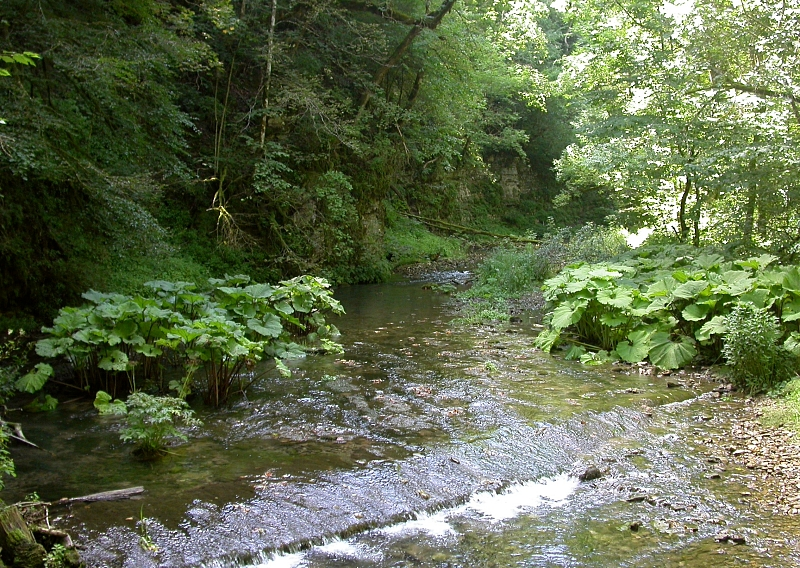
Le pétasite dérive dans les gorges de Gauchach

La gorge latérale la plus importante, la gorge de Gauchach, qui contient le ruisseau Gauchach (en), se caractérise par son étroitesse et son lit en forme de cascade formé dans les lits du haut Muschelkalk. À peu près au milieu de la gorge, il est rejoint près de l'ancien moulin de Bergmühle par le ravin plutôt droit et accidenté connu sous le nom d'Engeschlucht à travers lequel coule le ruisseau Tränkebach. Avec les gorges de Gauchach et de Wutach, il forme le rectangle des gorges de Bachheim (Bachheimer Schluchtenviereck). Ici aussi, quand le niveau de l'eau est bas, il s'écoule sous terre vers la Wutach.
Après l'élargissement de la vallée sous le viaduc de Gaudach, qui supporte, à Döggingen, la route Bundesstraße 31, la première section étroite commence près du moulin restauré et fonctionnel de Guggenmühle. La gorge réelle commence près des ruines du château de Grünburg (un mur de 15 × 12 m reste visible) et le moulin de Lochmühle, qui a été détruit lors d'une inondation. En face se trouve la chapelle de Grünburg avec une image votive d'une inondation de 1804 et à nouveau de 1895. Sous les ruines du Neuchâtel, à peine reconnaissable à la suite d'un glissement de terrain, l'auberge de randonnée Burgmühle, gérée par les Amis de la nature, fait office de base touristique. Dans la partie la plus basse de la gorge, un sentier pédagogique passe devant d'impressionnants tuffeaux et des communautés de prêles géantes.